# É (латиниця)
É, é — літера розширеного латинського алфавіту, утворена буквою E з додаванням акута, вживається в чеському, угорському, кашубському, люксембурзькому, словацькому, ісландському алфавітах.
В англійській, французькій, каталанській, данській, галісійській, ірландській, італійській, окситанській, норвезькій, португальській, іспанській, шведській та в'єтнамській мовах використовується як варіант літери «е». В англійській мові може вживатися в запозиченнях, наприклад, résumé (фр.), або при романізації: Pokémon (яп.). Також використовується в нідерландському алфавіті та в алфавіті навахо.
Літера é присутня в розробленому історичному проєкті українського латинського алфавіту Йосипом Лозинським «Абецадло», де вона вживається на місці праслов'янського і < e: méd, nés, rék.

## Використання

### Китайська мова
В піньїні é використовується для передачі другого тону.

### Чеська та словацька мови
É — п'ята літера чеського та словацького алфавіту, передає звук /ɛː/.

### Скандинавські мови
У данській, норвезькій та шведській мовами літера é часто використовується для розрізнення омонімів на письмі: én «один» — en (невизначений артикль) — данська; allé, kafé, idé, komité — норвезька; ide «барліг» — idé «ідея»; armé («армія») — arme («бідний, жалюгідний») — шведська. В ісландській мові É — це сьома літера абетки, яка передає фонему /jɛː/.

### Французька мова
Літера é (вимовляється, як закрита голосна /e/) протистоїть è (вимовляється, вимовляється як відкрита голосна /ɛ/). Ця літера широко вживається у французькій мові.

### Італійська мова
É в італійській мові є варіантом E з акутним наголосом; вона передає фонему /e/ з тонічним наголосом. Використовується лише як остання літера в слові. Наприклад: perché («чому» /perˈke/). Пор. з caffè (coffee, /kafˈfɛ/), що має гравісний наголос.

### Іспанська мова
У іспанській мові літера é є наголошеною й вимовляється як «e». У вимові не має відмінності між é та e, обоє вимовляються як /e/. Акутний на е вживається у випадку нетипового наголосу, наприклад «Éxtasis» або «Época».

### Португальська мова
У португальській мові é позначає наголошену /ɛ/ у словах з нетиповим наголосом, наприклад: «pé» (ступня), «péssimo» (найгірше). É /ɛ/ протистоїть ê, що вимовляється як закритий звук /e/. «É» є формою третьої особи однини дієслова «ser» (бути): ela é bonita (вона гарна).

### Каталонська мова
У каталонській мові é  передає закритий наголошений звук [e] в тих випадках, коли без діакритичного знака наголос падав би на другий склад. Також іноді відіграє смислорозрізнювальну роль: és — 3-е особа однини дієслова «бути», es — зворотний займенник 3-ї особи.

### Валійська мова
У валійській мові наголос, як правило, падає на передостанній склад, у тому випадку, коли він падає на останній, вживають акут, часто акут вживається саме над е. Здебільшого тут йдеться про запозичення, наприклад: personél [pɛrsɔˈnɛl] «персонал», sigarét [sɪɡaˈrɛt] «цигарка», ymbarél [əmbaˈrɛl] «парасоля».